# Mario Kart: Double Dash!!
Mario Kart: Double Dash!! (マリオカートダブルダッシュ!!, Mario Kāto: Daburu Dasshu!!) est un jeu vidéo de course développé par Nintendo EAD et édité par Nintendo. Le jeu sort sur la GameCube en novembre 2003 au Japon, en Europe, en Amérique du Nord et en Australie. C'est le quatrième opus de la série Mario Kart et le premier à pouvoir incarner deux personnages sur un même kart. Le jeu reprend les personnages principaux de l’univers Super Mario pour les faire s’affronter dans des courses de kart à travers divers circuits situés dans le Royaume Champignon.
Double Dash!! introduit de nouveaux éléments de gameplay par rapport à ses prédécesseurs, notamment la possibilité pour deux personnages de partager un kart : l’un pilote tandis que l’autre gère les objets collectés.
Ce quatrième volet reçoit un accueil positif de la part de la critique, avec une note moyenne de 87 % sur le site Metacritic. Les graphismes ainsi que le nouveau système de jeu sont salués, même si la voix des personnages est critiquée. Aux États-Unis, Mario Kart: Double Dash!! s'écoule à 3,8 millions d'exemplaires, et à 6,8 millions dans le monde.

## Univers

### Personnages
Le jeu propose vingt personnages jouables, tous issus de l'univers de la série Super Mario,. Ces personnages sont répartis en trois catégories en fonction de leur poids : léger, moyen et lourd. Le groupe des personnages légers comprend Diddy Kong, Paratroopa, Koopa, Bébé Mario, Bébé Luigi et Bowser Jr. Les véhicules de ces personnages bénéficient d'une bonne accélération, mais leur vitesse maximale reste relativement basse. 
Le groupe de poids moyen regroupe Mario, Luigi, Peach, Daisy, Yoshi, Birdo et Waluigi. Leurs véhicules présentent des caractéristiques équilibrées en termes d'accélération et de vitesse maximale.
Enfin, les personnages lourds sont Donkey Kong, Bowser et Wario. Leurs véhicules accélèrent lentement mais atteignent une vitesse maximale plus élevée. De plus, ils possèdent une capacité accrue à éjecter hors piste les véhicules appartenant aux catégories moyenne et légère lors de collisions.
Le jeu propose également quatre personnages déblocables : Toad, Roi Boo, Flora Piranha et Toadette. Cette dernière fait sa première apparition dans un jeu vidéo, ayant été spécialement créée pour accompagner Toad dans cet opus.

### Circuits et arènes
Le jeu comprend un total de seize circuits, tous nouveaux pour cet opus. Ces circuits sont organisés en quatre coupes, chacune regroupant quatre pistes distinctes. De plus, le mode « Bataille » comporte six arènes, elles aussi entièrement inédits.
| Circuits         | Circuits        | Circuits          | Circuits          |
| Coupe Champignon | Coupe Fleur     | Coupe Étoile      | Coupe Spéciale    |
| ---------------- | --------------- | ----------------- | ----------------- |
| Circuit Luigi    | Pont Champignon | Royaume Sorbet    | Arène Wario       |
| Plage Peach      | Circuit Mario   | Champiville       | Jungle Dino Dino  |
| Parc Baby        | Paquebot Daisy  | Circuit Yoshi     | Château de Bowser |
| Désert Sec Sec   | Stade Waluigi   | Montagne DK       | Route Arc-en-ciel |
| Arènes           |                 |                   |                   |
| Cookie Arena     | Bloc Ville      | Nintendo GameCube | Square Tuyau      |
|                  | Manoir de Luigi | Mario Bros.       |                   |

Enfin, certains circuits et certaines arènes ont été revisités dans des épisodes postérieurs de la série en tant que circuits et arènes « rétros » :
- Dans Mario Kart DS : l'arène Square Tuyau et les circuits Circuit Luigi, Parc Baby, Pont Champignon et Circuit Yoshi.
- Dans Mario Kart Wii : l'arène Cookie Arena et les circuits Plage Peach, Circuit Mario, Stade Waluigi et Montagne DK.
- Dans Mario Kart 7 : les circuits Paquebot Daisy et Jungle Dino Dino.
- Dans Mario Kart 8 : les circuits Désert Sec Sec et Royaume Sorbet, ainsi que Parc Baby et Circuit Yoshi en contenu additionnel.
- Dans Mario Kart 8 Deluxe : l'arène Manoir de Luigi et les circuits Parc Baby, Désert Sec Sec, Royaume Sorbet et Circuit Yoshi, ainsi que Paquebot Daisy, Stade Waluigi et Montagne DK en contenu additionnel.
- Dans Mario Kart Tour : l'arène Cookie Arena et les circuits Parc Baby, Pont Champignon, Paquebot Daisy, Stade Waluigi, Circuit Yoshi, Montagne DK et Jungle Dino Dino.
- Dans Mario Kart World : les circuits Plage Peach et Jungle Dino Dino.

## Système de jeu

### Généralités
Mario Kart: Double Dash!! est un jeu de course de karts réunissant divers personnages issus de l’univers Super Mario et proposant plusieurs modes de jeu. Particularité de ce quatrième opus, chaque kart est piloté par deux personnages : l’un conduit, tandis que l’autre utilise les objets récupérés en course,. Le jeu réunit vingt personnages appartenant à l’univers Super Mario, chacun disposant de karts et d’objets spécifiques. Les courses se déroulent sur des circuits thématiques et sont présentées en vue à la troisième personne derrière le kart. La position du joueur et la carte du circuit sont affichées sur le côté droit l’interface. L’objectif principal est de franchir la ligne d’arrivée avant les autres concurrents, contrôlés soit par l’intelligence artificielle, soit par d’autres joueurs. Un mode contre-la-montre permet de réaliser les meilleurs temps sur chaque circuit. Double Dash!! est le dernier jeu de la série à ne pas proposer de fonctionnalités en ligne via la Connexion Wi-Fi Nintendo.
Le titre propose aussi des modes de jeu compétitifs, tels que les batailles, où le but est d’affronter les adversaires. Les objets, obtenus en passant sur des boîtes multicolores marquées d’un point d’interrogation, peuvent servir à ralentir un concurrent ou à se donner un avantage. Parmi eux figurent la peau de banane, qui fait tournoyer les karts, les carapaces rouges et vertes, qui ralentit les adversaires, ou encore l’étoile, qui rend invincible le joueur et accrue sa vitesse. Dans les virages, les joueurs peuvent effectuer des dérapages afin de conserver leur vitesse.

### Objets
Comme dans les autres épisodes de la série, Mario Kart: Double Dash!! propose au joueur divers objets qui l'aident à gagner la partie. En plus de reprendre plusieurs objets des précédents opus, ce quatrième volet introduit également de nouveaux objets :
- La Banane géante : cet objet fonctionne comme une banane : une fois déposée sur la piste, elle ralentit l'adversaire qui roule dessus. Cependant, lorsqu'elle est percutée, elle se divise en trois bananes standards qui se répartissent sur la piste[12].
- La Bob-omb : bombe qui explose au moindre contact et emporte tous les pilotes se trouvant dans son champ d'explosion[2].
- Les Boules de feu : ces boules se déplacent ensemble en éventail, couvrant une large portion de la piste[2].
- La Carapace de Bowser : cette carapace s'utilise de la même manière qu'une carapace verte, à la différence de sa taille qui prend beaucoup plus de place sur le circuit et multiplie les risques pour les adversaires de se faire toucher par elle[2].
- Le Chomp : Le joueur se déplace plus rapidement de manière automatique. Lorsque la chaîne qui le lie au Chomp se brise, ce dernier poursuit sa course un moment[13].
- Le Cœur : deux cœurs protègent le joueur des attaques adversaires. Lorsqu'un objet le touche, il peut le récupérer pour le réutiliser.
- L'Œuf de Yoshi / Birdo : cet œuf agit de la même manière qu'une carapace rouge, en ciblant le joueur suivant. Lorsqu'il explose à son impact, il libère aléatoirement trois objets qui se répartissent sur la piste[13].

Pour la première fois dans la série Super Mario, chaque personnage bénéficie d’un objet spécial unique : Mario et Luigi disposent des Boules de feu, Peach et Daisy du Cœur, Yoshi et Birdo de l’Œuf, Bébé Mario et Bébé Luigi du Chomp, Koopa et Paratroopa de la Triple carapace verte ou rouge, Donkey Kong et Diddy Kong de la Banane géante, Bowser et Bowser Jr. de la Carapace de Bowser, Wario et Waluigi de la Bob-omb, et enfin Toad et Toadette du Champi Turbo doré. Le Roi Boo et Flora Piranha ne possèdent pas d’objet spécial propre, mais peuvent utiliser l’ensemble des autres objets disponibles.

### Modes de jeu
Mario Kart: Double Dash!! propose quatre modes de jeu, dont un seul est destiné à un joueur unique : le mode Contre-la-montre. Dans ce mode, le joueur réalise des courses en solo afin d’améliorer ses records de temps. Lorsqu’un record est battu, une fonctionnalité optionnelle permet d’afficher un « fantôme » translucide qui reproduit exactement la course du record,. Ces performances peuvent être sauvegardées sur une Memory Card de la GameCube.
Le mode Grand Prix oppose le joueur à sept adversaires, contrôlés par l'intelligence artificielle ou d’autres joueurs, au sein des différentes coupes du jeu. Chaque coupe comprend quatre circuits distincts. De bons résultats permettent de débloquer de nouveaux circuits, karts ou personnages. À la fin de chaque course, des points sont attribués en fonction de la position finale des concurrents. Une fois les quatre circuits terminés, un classement final est établi selon le total des points accumulés et le temps global réalisé.
Troisièmement, VS est un mode dans lequel les joueurs peuvent sélectionner le circuit sur lequel ils souhaitent concourir et participer à des courses qui les opposent exclusivement à d’autres joueurs. Ce mode se différencie par l’absence totale de concurrents contrôlés par l’intelligence artificielle, ce qui en fait le seul mode de jeu nécessitant la présence d’un autre joueur en personne.
Le quatrième mode de jeu, Bataille, se joue à partir de deux joueurs minimum. Il propose trois variantes de jeu dans lesquelles les participants s’affrontent dans des arènes spécifiques, choisies au préalable avant le début de la partie. La première variante, la Bataille de ballons, oppose les joueurs qui commencent chacun avec trois ballons attachés à leur kart. Le but est de faire éclater les ballons des adversaires en utilisant des objets. Le joueur qui perd ses trois ballons est éliminé et marque la fin de la partie. Celui ayant fait éclater le plus grand nombre de ballons adverses est déclaré vainqueur. Le mode Voleur de soleil consiste à récupérer un soleil et à le conserver le plus longtemps possible. Ce mode fait référence au jeu Super Mario Sunshine, également sorti sur GameCube. Le joueur détenteur du Soleil le perd s’il est touché par un objet lancé par un adversaire. Enfin, le mode Explosion Bob-omb transforme tous les objets récupérables en Bob-ombs. Le but est de toucher les adversaires à quatre reprises en leur lançant ces bombes. Le premier joueur à atteindre ce nombre de touches remporte la partie.

## Développement
Mario Kart: Double Dash!! est présenté pour la première fois par Nintendo lors de l’E3 2001 sous la forme d’un clip vidéo de sept secondes. Il montre Mario et Luigi conduisant leurs karts sur une surface en relief 3D dépourvue d’arrière-plan. À ce stade, le développement est encore à un stade précoce et le titre provisoire du projet est simplement Mario Kart.
En avril 2003, Nintendo diffuse les premières images et informations officielles ainsi que titre définitif : Mario Kart: Double Dash!!. À l'occasion de l’E3 2003 en mai, une première démo jouable est mise à disposition. En août, une version améliorée de cette démo est présentée à la Games Convention. Par la suite, Nintendo organise un « Gamers’ Summit » réservé à la presse, au cours duquel une version quasi-finale et plus rapide que les précédentes est montrée. C’est à cette occasion que la date de sortie nord-américaine est fixée au 17 novembre 2003.
Le développement rencontre plusieurs difficultés, notamment pour créer des fonctionnalités de gameplay capables de plaire aux joueurs fidèles de la série tout en attirant de nouveaux joueurs. Le directeur général Kiyoshi Mizuki se fixe pour objectif de séduire également les novices ce qui le conduit à simplifier au maximum les mécaniques de jeu. Le producteur Shigeru Miyamoto laisse une totale liberté pour le choix du style graphique. Parmi les idées envisagées figure une connectivité avec la Game Boy Advance, finalement écartée car jugée peu adaptée au jeu.
Le jeu sort le 7 novembre au Japon, puis le 14 novembre en Europe. L’Australie est la dernière à l’accueillir, le 19 novembre.

## Accueil

### Critiques
Les critiques de Mario Kart: Double Dash!! sont majoritairement positives. L'ancien magazine Nintendo Power attribue au jeu la note maximale, décrit comme doté d'une « perfection 3D » ainsi que des mécaniques de jeu « rivalisant avec celles de n’importe quel jeu de course sur GameCube ». Le gameplay est qualifié de « rapide et furieux » par GamePro et la nouvelle fonctionnalité permettant à deux pilotes de partager un même kart est saluée par Game Informer. GameSpy décrit Double Dash!! comme « un jeu magnifique et agréable à jouer auquel la plupart des joueurs s’attacheront instantanément ». Les graphismes sont aussi félicités, ce qui amène Eurogamer à classer Double Dash!! parmi les « plus beaux jeux de divertissement électronique jamais développés ». Pour Electronic Gaming Monthly, la « joie pure et exaltante » du jeu saisit immédiatement le joueur.
Les réactions à la bande sonore sont plus partagées. GameSpot identifie certains morceaux aux influences ska, swing ou big band. IGN juge quant à lui la partition simpliste et peu mémorable et s’étonne de la fréquence élevée des sifflements. D'autres critiques d’Electronic Gaming Monthly pointent également certaines compositions jugées médiocres. Une critique d'un fansite estime que la musique, bien que correcte, constitue l’aspect le plus faible du titre et manque de l’accroche des précédents épisodes de Mario Kart. Plusieurs journalistes regrettent la répétitivité des voix des personnages et que chaque pilote ne dispose que d’une seule réplique de victoire pour une première place,,. Malgré l’accueil globalement favorable, IGN reproche à Double Dash!! son manque d’évolution par rapport à son prédécesseur.

### Ventes et distinctions
Au cours de ses sept premières semaines de commercialisation, Mario Kart: Double Dash!! s’écoule à un million d’exemplaires et devient le jeu GameCube le plus vendu à cette date. En juillet 2006, ses ventes atteignent 2,2 millions d’unités aux États-Unis et génère environ 105 millions de dollars de revenus. Le magazine Next Generation le classe douzième des jeux les plus vendus sortis sur PlayStation 2, Xbox ou GameCube entre janvier 2000 et juillet 2006 aux États-Unis. Le titre totalise finalement 3,8 millions d’exemplaires vendus dans ce pays auxquels s’ajoutent plus de 802 000 ventes au Japon. Au Royaume-Uni, il obtient la certification « Or » de l’Entertainment and Leisure Software Publishers Association qui récompense les jeux dépassant 200 000 unités écoulées. Selon le NPD Group, il est également le jeu le plus vendu en novembre 2003 en Amérique du Nord. En Australie, il devient le troisième titre GameCube le plus populaire et bénéficie d’une réédition sous le label Nintendo Selects, exclusivement dans cette région. En février 2009, le site Joystiq estime que le total mondial approche les sept millions d’exemplaires.
Le jeu reçoit plusieurs distinctions, dont le prix du jeu multijoueur remis par les Game Stars d’ITV en 2004, ainsi que celui du « jeu vidéo GameCube de l’année » décerné par la Video Software Dealers Association. Lors de la septième cérémonie annuelle des Interactive Achievement Awards organisée par l’AIAS, Double Dash!! est nommé dans la catégorie « jeu de course sur console de l'année ».